# 艇学グループ
ボートレーサー（競艇）試験予備校艇学グループは、日本唯一のボートレーサー（競艇選手）を養成する機関であるボートレース学校のボートレーサー養成所(旧やまと学校)に入学するための日本初で唯一の本格的な試験対策機関である。

## 概要
2010年に日本初の競艇選手養成の予備校として設立。創設者は垣本祐作。ボートレーサー試験合格者全体の約8割を輩出させている。
DVDでの通信教育、及び東京・福岡のスクールで実際の器具を使用したトレーニングのサポート、各地でセミナーや模擬試験等のサポートをしている。

## 事業拠点
- 艇学スクール福岡校

〒818‐0084
福岡県筑紫野市針摺西1-７-７ 関ビル2階
- 艇学スクール東京校

〒242-0021
神奈川県大和市中央２－５－８（１階）